# Sudama
Sudama – gaun wikas samiti w środkowej części Nepalu  w strefie Dźanakpur w dystrykcie Sarlahi. Według nepalskiego spisu powszechnego z 2001 roku liczył on 569 gospodarstw domowych i 3634 mieszkańców (1693 kobiet i 1941 mężczyzn).